# Santo Tomé y Príncipe en los Juegos Olímpicos de Sídney 2000
Santo Tomé y Príncipe estuvo representado en los Juegos Olímpicos de Sídney 2000 por dos deportistas, un hombre y una mujer, que compitieron en atletismo.
La portadora de la bandera en la ceremonia de apertura fue la atleta Naide Gomes. El equipo olímpico santotomense no obtuvo ninguna medalla en estos Juegos.